# 新倉駅 (平安南道)
新倉駅（シンチャンえき）は朝鮮民主主義人民共和国平安南道殷山郡にある、朝鮮民主主義人民共和国鉄道省の駅である。

## 乗り入れ路線
平羅線、天聖炭鉱線の計2路線が乗り入れている。

## 歴史
- 1929年10月1日：開業[1]。

## 隣の駅
朝鮮民主主義人民共和国鉄道省
平羅線
首陽駅 - 新倉駅 - 修徳駅
天聖炭鉱線
新倉駅 - 望日里駅